# الدوري التونسي لكرة اليد 2015–16
الدوري التونسي لكرة اليد 2015-2016 هو الدورة 61 من الدوري التونسي لكرة اليد للرجال. شارك فيها 12 فريقا.

فاز بهذا الموسم الترجي الرياضي التونسي، وجاء ثانيا النادي الإفريقي.

## روابط خارجية
- الموقع الرسمي للجامعة التونسية لكرة اليد.